# Lil Reese
Таварес Ламонт Тейлор (родился 6 января 1993 года), более известный как Lil Reese — американский рэпер и автор песен из Чикаго, штат Иллинойс.  Начал свою карьеру в начале 2010-х годов и известен своими сотрудничествами с рэперами Chief Keef, Fredo Santana и Lil Durk. В 2012 году Lil Reese участвовал на сингле Chief Keef «I Don't Like», который занял 73-е место в Billboard Hot 100, достиг 20-й строчки в чарте Hot R&B/Hip-Hop Songs и 15-й позиции в чарте Hot Rap Songs. Его дебютный микстейп Don't Like был выпущен в том же году.

## Карьера
Lil Reese получил признание, когда принял участие на популярной песне от Chief Keef «I Don't Like». Она привлекла большое внимание мировой общественности. Затем Тейлор начал получать популярность благодаря своим синглам «Us» и «Beef». Его заметил продюсер No I.D., который продюсировал альбомы или треки для таких артистов, как Common, Канье Уэста и других, что привело к тому, что Lil Reese подписал контракт с хип-хоп лейблом Def Jam.
В ноябре 2012 года он выпустил ремикс на свою песню «Us» при участии Рика Росса и Дрейка. Lil Reese также написал много песен с популярными музыкальными продюсерами, такими как Young Chop. Он также участвовал на песне Джулза Сантаны «Bodies». В январе 2013 года Тейлор выпустил ремикс на свой сингл «Traffic» при участии Young Jeezy и Twista. 2 сентября 2013 года Lil Reese выпустил свой второй сольный микстейп Supa Savage, он содержит гостевые участия от Chief Keef, Lil Durk, Fredo Santana, Wale и Waka Flocka Flame.

## Проблемы с законом
В мае 2010 года Lil Reese признал себя виновным по обвинению в краже со взломом и получил два года условно.
24 октября 2012 года в интернет было размещено видео, на котором якобы Lil Reese нападает на женщину. 28 апреля 2013 года Тейлор был арестован полицией Чикаго на основании ордера, выданного двумя днями ранее. Он обвинялся в преступном проникновение в жилище, драке, которые произрошли в феврале 2012 года.
23 июня 2013 года Lil Reese был арестован в Чикаго и обвинён в краже автомобиля после инцидента 13 апреля 2013 года, когда он не смог предоставить доказательства права собственности на BMW 750Li. Однако позже обвинение было снято. 13 июля 2013 года Тейлор был снова арестован в Чикаго за хранение марихуаны, что являлось нарушением его испытательного срока.

## Личная жизнь

### Стрельба в 2019
11 ноября 2019 года Lil Reese был тяжело ранен в шею на перекрёстке в районе Маркхэм и Кантри Клаб Хиллз. Полиция отреагировала на стрельбу в 14:30.  Свидетели рассказали, что Lil Reese преследовал водитель другой машины. Они сообщили, что во время погони слышали около 12 выстрелов. Водитель вышел из своей машины и выстрелил в мужчину из оружия, которую свидетели назвали небольшой винтовкой, а затем скрылся с места происшествия.
18 ноября Lil Reese выписался из больницы. Он сообщил, что «жив и здоров». Через день после выписки он выпустил новую песню «Come Outside».

### Обвинения в расизме
В марте 2020 года во время пандемии COVID-19, Lil Reese опубликовал в Твиттере противоречивое сообщение: «Китайский народ противен, испоганили весь [мир]». Хотя многие люди поддержали его заявление,  другие осудили его за расизм. Lil Reese столкнулся с негативной реакцией на свой комментарий; многие просили его удалить твит. После того, как его учётная запись в Твиттере была деактивирована, он опубликовал снимок экрана в Instagram с уведомлением о нарушении Твиттера: «Лол, посмотрите, как китайцы сделали мой Твиттер».

### Стрельба в 2021
15 мая 2021 года Lil Reese и двое других мужчин были ранены в перестрелке на парковке в Чикаго и были доставлены в Северо-западную мемориальную больницу. Его глаз был задет выстрелом; он и ещё один мужчина, получивший ранение в колено, находятся удовлетворительном и хорошем состоянии, а третий - в критическом с множественными ранениями в туловище. Сообщается, что стрельба началась из-за кражи Dodge Durango.

## Дискография

### Микстейпы
- Don't Like (2012)
- Supa Savage (2013)
- Supa Savage 2 (2015)
- 300 Degrezz (2016)
- Better Days (2017)
- GetBackGang (2018)
- GetBackGang 2 (2019)
- Supa Savage 3 (2021)

### Мини-альбомы
- Supa Vultures (совместно с Lil Durk) (2017)
- Normal Backwrds (2018)
- Lamron 1 (2020)
- Lamron 2 (2021)